# No Vacancy
No Vacancy è un singolo del gruppo musicale statunitense OneRepublic, pubblicato il 28 aprile 2017.

## Descrizione
No Vacancy è un brano pop ispirato al dancehall. È caratterizzato da voci in falsetto del frontman Ryan Tedder, chitarre bluebeat e uso di sintetizzatori. È stato scritto da Tedder, Brent Kutzle, Drew Brown, Zach Filkins, nonché da Tor Erik Hermansen e Mikkel Storleer Eriksen. È stato prodotto da Ryan Tedder insieme al duo norvegese Stargate, registrato durante una serie di sessioni nel gennaio del 2017 e pubblicato in aprile in formato digitale.

## Tracce
1. No Vacancy – 3:43 (Ryan Tedder, Brent Kutzle, Drew Brown, Zach Filkins, Tor Erik Hermansen, Mikkel Storleer Eriksen)

## Formazione
Gruppo
- Ryan Tedder – voce
- Zach Filkins – chitarra acustica, cori
- Drew Brown – chitarra, cori
- Brent Kutzle – basso, cori
- Eddie Fisher – batteria

Altri musicisti
- Brian Willett – pianoforte, cori

## Classifiche
| Classifica (2017) | Posizione massima |
| ----------------- | ----------------- |
| Austria           | 61                |
| Belgio (Fiandre)  | 70                |
| Belgio (Vallonia) | 33                |
| Canada            | 74                |
| Francia           | 109               |
| Germania          | 52                |
| Irlanda           | 74                |
| Italia            | 11                |
| Paesi Bassi       | 82                |
| Repubblica Ceca   | 27                |
| Slovacchia        | 32                |
| Stati Uniti       | 113               |
| Svezia            | 52                |
| Svizzera          | 34                |

## Altre versioni

### Mercato latino
Il 19 maggio 2017 il gruppo ha pubblicato una seconda versione del singolo con la partecipazione del cantante colombiano Sebastián Yatra.

#### Tracce
1. No Vacancy (feat. Sebastián Yatra) – 3:43

### Mercato francese
Il 26 maggio 2017 viene pubblicata la versione francese del singolo, in collaborazione con Amir Haddad.

#### Tracce
1. No Vacancy (feat. Amir) – 3:43

### Mercato italiano
Il 7 luglio 2017 viene pubblicata per il download digitale e in rotazione radiofonica una nuova versione del singolo realizzata in collaborazione con il cantautore italiano Tiziano Ferro.
Il brano è stato successivamente inserito nell'edizione speciale del sesto album in studio di Ferro, Il mestiere della vita, pubblicata il 10 novembre dello stesso anno.

#### Tracce
1. No Vacancy (feat. Tiziano Ferro) – 3:43